# 趙秉鈞
趙 秉鈞（ちょう へいきん、1859年2月3日〈咸豊9年1月1日〉 - 1914年〈民国3年〉2月27日）は、清末民初の政治家。袁世凱の腹心的存在で、北京政府で国務総理を務めた。字は智庵。

## 事跡

### 警察機関の創始者
1878年（光緒4年）、左宗棠率いる楚軍に加わり、新疆に赴任した。1883年（光緒9年）、イリで勘画中俄辺界弁事員に任命される。1889年（光緒15年）、典史として直隷省に赴任している。以後各職を歴任して、1899年（光緒25年）に直隷保甲局総弁として巡防営を率いた。翌年の義和団の乱では、義和団の鎮圧に従事し、直隷総督となった李鴻章の下で知州として補用された。
1902年（光緒28年）、趙秉鈞は保定巡警局総弁に任命され、まもなく知府兼塩運使相当官となる。この時、袁世凱の命を受けた趙は、中国に駐在していた日本人警官と協力して近代的な警察制度の樹立に尽力した。趙は、保定に警務学堂を創設し、さらに天津南段巡警局総弁に異動すると、天津にも巡警学堂を設立した。翌年、両学堂を合併して、北洋巡警学堂を新設している。
1905年（光緒31年）、清朝に巡警部が設立されると、袁世凱の推薦により趙秉鈞が巡警部右侍郎に任命された。これにより、趙は巡警部の実権を掌握した。さらに、袁のために巡警部を一種の特務機関として活動させている。1909年（宣統元年）1月に袁が一時失脚すると、まもなく趙も罷免され、再起を図ることになった。1911年（宣統3年）10月の辛亥革命勃発時に袁が内閣を組織すると、趙は民政部大臣に任命された。

### 宋教仁暗殺と突然の最期
中華民国成立後の1912年（民国元年）3月、唐紹儀内閣が成立すると、趙秉鈞は内務総長に任命された。しかし、趙は袁の命を受けて反唐運動を展開し、唐を辞職に追い込んでいる。続く陸徴祥内閣でも、趙は内務総長に任命された。同年8月、陸が参議院から弾劾されて辞職すると、趙が代理国務総理となる。9月、正式に国務総理となった（内務総長も兼任）。
当初の趙秉鈞は、中国同盟会から改組された国民党への融和姿勢を示し、比較的順調に内閣を組織することができた。しかし、次第に国民党への対決姿勢を示すようになる。1913年（民国2年）に国民党が選挙に勝利すると、趙は、袁世凱の意を受けて宋教仁暗殺を秘密裏に画策し、そして3月に決行した。しかし、やがて内情が漏れたため、世論の弾劾を受ける形で、同年7月に国務総理を辞職した。その後、歩軍統領兼管京師巡警、北京警備地域司令官などを歴任している。12月には直隷都督に任命された（翌年2月に民政長も兼任）。
1914年（民国3年）2月27日、趙秉鈞は、天津の督署内で急死した。享年56（満55歳）。この死については、袁世凱が宋教仁暗殺の証拠隠滅を図っての毒殺であるとの説も広く信じられているが、確証はない。ただ、趙配下の陸錦による袁宛の電文でも、急性症状による苦悶の果てに、大量出血等により死亡したことが報告されており、少なくとも異状死であったことだけは確かである。1915年（民国4年）12月に袁が皇帝に即位すると、趙は一等忠襄公を追贈された。

## 注
1. ↑  「陸錦致袁世凱電」1914年2月27日（李宗一「趙秉鈞」掲載）